# 김광추
김광추(金光秋, 1899년 1월 8일 ~ 1924년 6월 15일)는 대한제국 독립운동가이다. 호(號)는 산남(山南)이다.
그는 만주에서 활동한 독립운동가로 무장독립운동단체 대한통의부(大韓統義府)의 오동진 선생 휘하에서 제5중대 2소대장으로 박희광(朴喜光), 김병현(金炳賢)등과 함께 3인조 암살단, 삼장사(三壯士: 1924년 7월26일(토)자 독립신문)로 활약하였다.

## 생애
1924년 김광추(金光秋)는 통의부 제5중대 2소대 지휘관으로 대한민국 임시정부로부터 친일파를 토벌 하라는 명을 받고, 박희광, 김병현과 함께 3인조암살단을 결성하여, 친일파를 숙청하는데 앞장섰으며, 1924년 6월 7일 조선 요리점 금정관에서 군자금을 받아 돌아가던중, 중국관헌에 발각되어 박희광(박상만:朴相萬), 김병현(金炳賢) 두 사람은 현장에서 붙잡히고 김광추는 현장에서 탈출하였다. 이후 조선사람의 집에 은신하던중 일본 밀정의 제보로 6월15일 일본영사경관대의 포위를 당하여 총격전 벌이다 머리에 총을 맞아 현장에서 순국하였다.

## 사후
- 대한민국 정부는 그의 공헌을 기려 1996년 건국훈장 애국장을 추서하였으나, 유족이 없어 훈장미전수자명단에 남아있다.

## 같이 보기
- 한국의 독립운동
- 상해임시정부
- 박희광
- 김병현(金炳賢)
- 독립운동가
- 오동진
- 독립 유공자
- 김명봉

## 참고 자료
- 동아일보(東亞日報) 1926년 9월 1일자, 9월2일자, 9월8일자